# Philetairos (Dichter)
Philetairos war ein attischer Dichter der „Mittleren“ Komödie. Er lebte im 4. Jahrhundert v. Chr.
Nach Angaben des Dikaiarchos und der Suda war Philetairos der Sohn des berühmten Dichters Aristophanes. Er gewann unmittelbar nach Anaxandrides und vor Eubulos im Wettkampf der Lenäen. In der Suda werden ihm 21 Stücke zugeschrieben, von denen noch 13 oder möglicherweise nur 11 Titel überliefert sind. Fünf Titel lassen auf Mythentravestien schließen. Aus den Stücken sind 20 kurze Fragmente erhalten, die oft lebende Zeitgenossen karikieren. So macht er sich in seinem auf die Zeit zwischen 370 und 365 v. Chr. datierten Stück Die Jäger über die mittlerweile „verblühten“ Hetären Isthmias, Neaira und Phila lustig.